# Realgar
Realgar (Wallerius, 1747), chemický vzorec As4S4, je jednoklonný minerál. Název pochází z arabských slov رهج الغار (rahdž al gár) - rudní prach.

## Původ
Vzniká nejčastěji rozkladem ostatních sulfidů, především arsenopyritu. Tvoří povlaky na hydrotermálních žilách a na ložiskách, jež jsou vázány na horké prameny (např. poblíž sopečných sopouchů).

## Morfologie
Vytváří prizmatické krystaly, které jsou často rýhované rovnoběžně s [001], častěji masivní, hrubě až jemně zrnité agregáty nebo tvoří povlaky. Dvojčatí podle {100}.

## Vlastnosti
- Fyzikální vlastnosti: Tvrdost 1,5 – 2, hustota 3,56 g/cm³, štěpnost dobrá podle {010}, méně dobrá podle {101}, {100}, {120} a {110}, lom lasturnatý.
- Optické vlastnosti: Barva: oranžově červená, oranžově žlutá, hnědočervená. Lesk skelný až mastný, průhlednost: průsvitný až neprůhledný, vryp červený až oranžově červený.
- Chemické vlastnosti: Složení: As 70,03 %, S 29,97 %. Částečně rozpustný v kyselinách a KOH. Zahříván se lehce taví. Při tom unikají jedovaté páry, které páchnou po česneku. Uchovávejte ve tmě, na světle časem žloutne a rozpadává se na prach tvořený pararealgarem nebo arsenolitem a auripigmentem.
- Další vlastnosti: Jedovatý, po manipulaci s ním si umyjte ruce mýdlem! Vyvarujte se vdechnutí prachu při manipulaci nebo při rozbití! Nikdy neolizujte nebo nepožívejte!

## Podobné minerály

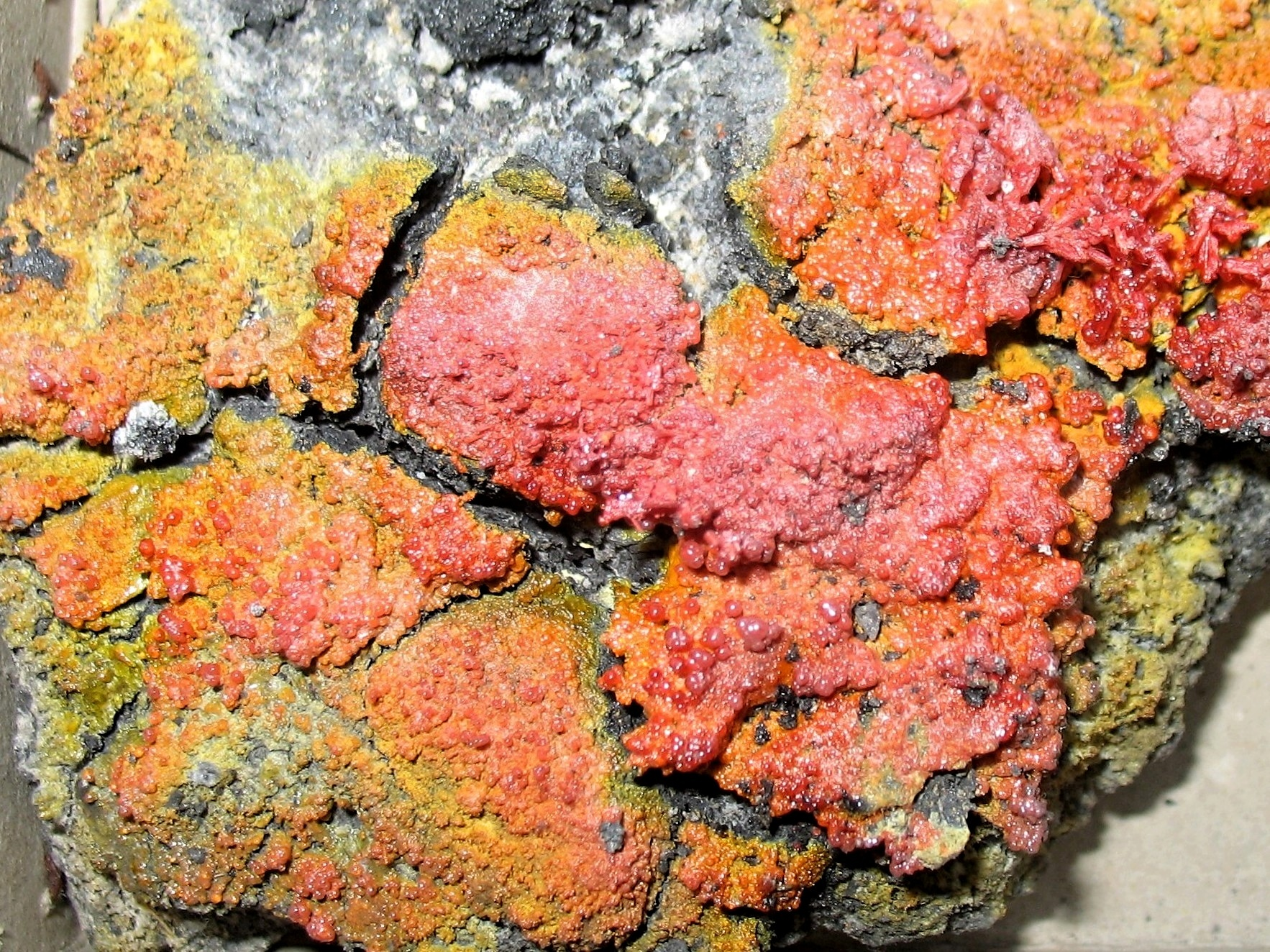
Realgar z odvalu bývalého dolu Kateřina, Radvanice u Trutnova

- cinabarit, krokoit, kuprit

## Parageneze
- antimonit, arsenolit, auripigment, cinabarit, baryt, rudy As, Ag, Au aj.

## Využití
Všechny sloučeniny arzenu jsou jedovaté, přesto se dříve využívaly např. ve sklářství, medicíně nebo kožedělnictví. V současnosti se využívají především pro výrobu pesticidů.

## Naleziště
Řídce se vyskytující minerál.
- Česko – Jáchymov
- Slovensko – Tajov, Dubník, Zlatá Baňa
- Švýcarsko – Binnental
- Rumunsko – Cavnic
- Čína – provincie Chu-nan
- a další.